# Générateur de tourbillons
Un générateur de tourbillons est un dispositif aérodynamique, composé d'une petite aube généralement fixée à un profil d'avion, comme une aile, ou à une pale de rotor d'une éolienne. Il fait donc partie des turbulateurs. De tels dispositifs peuvent être attachés à une partie d'un véhicule aérodynamique tel qu'un fuselage d'avion ou une voiture de course. Lorsque la surface portante ou le corps est en mouvement par rapport à l'air, le générateur produit un tourbillon qui, en supprimant une partie de la couche limite au contact de la surface de la voilure, retarde la séparation de couche limite et le décrochage aérodynamique. Le tout améliore l'efficacité des ailes et des surfaces de contrôle, telles que les volets, les ailerons et les gouvernes.

## Description
Les générateurs de tourbillons sont le plus souvent utilisés pour retarder la séparation des flux. Pour ce faire, ils sont souvent placés sur les surfaces externes des aéronefs, de voitures et des pales d'éoliennes. Sur les pales des aéronefs et des éoliennes, elles sont généralement installées assez près du bord d'attaque du profil aérodynamique afin de maintenir un flux d'air constant sur les surfaces de contrôle au bord de fuite. Généralement rectangulaires ou triangulaires, à peu près aussi hauts que la couche limite locale, elles s'étalent en lignes transversales, généralement près de la partie la plus épaisse de l'aile. Ils peuvent être vus sur les ailes et les queues verticales de nombreux avions de ligne.
Les générateurs sont positionnés de manière oblique de manière à avoir un angle d'incidence par rapport au flux d'air local afin de créer un tourbillon de pointe qui aspire de l'air extérieur se déplaçant rapidement vers la couche limite à la surface : une couche limite turbulente étant moins susceptible de se séparer qu'une couche laminaire. Cela assure l'efficacité des surfaces de contrôle du bord de fuite. Des exemples d'avions qui utilisent des générateurs de tourbillons comprennent l'Embraer 170 et le Symphony SA-160. Pour les conceptions transsoniques à ailes delta, ces générateurs atténuent les problèmes potentiels de décrochage (par exemple sur le Hawker Siddeley Harrier, le Blackburn Buccaneer et le Gloster Javelin).